# Frankenstein Drag Queens from Planet 13
Frankenstein Drag Queens from Planet 13 — американская хоррор-панк-группа, основателем которой является Джозеф Пул.

## История группы

### Ранний период (1996—1998)
Первая группа Джозефа Пула «Maniac Spider Trash» (англ. "Мусор Паука Маньяка") распалась, и он решил основать новую — Frankenstein Drag Queens From Planet 13. Их первый альбом — «The Late, Late, Late Show», материал для которого был написан в течение первых двух недель существования группы. Альбом был выпущен в 1996 году тиражом всего в 600 копий, и это обстоятельство заставило Wednesday 13 залезть в долг и усложнило его финансовые проблемы в течение следующих нескольких лет, но, несмотря на это, он верил в группу. Альбом «The Late, Late, Late Show» был выпущен через два дня.
В конце 1996 года басист Seaweed покинул группу (его заменил Rat Bastard), барабанщик Sicko Zero тоже покинул. Wednesday 13 потерял контакт с Rat Bastard.
1997 год ознаменовался возвращением в Frankenstein Drag Queens From Planet 13 Seaweed’а. Также в группу пришли два новых участника — ударник Scabs и гитарист Creepy. Abby Normal заменил гитариста, в то время как R.S Saidso занял место барабанщика. В то же время группа стала много ездить с концертами. Группа начала совершать поездки по стране, но Abby Normal был неспособен для этого. Поэтому он решил покинуть группу, а его место занял Syd. К концу года между группой и R.S Saidso отношения стали крайне напряженными, и он также покинул группу в 1997 году.
Sicko Zero воссоединился с группой в 1998, и они записали «Night Of The Living Drag Queens», выпущенные через два дня после окончания записи. Группа совершила небольшой тур в поддержку альбома, так как это был ещё один способ продать альбомы. В конце 1998 Syd решил оставить группу.

### «Расцвет» группы (1999—2002)
В 1999 группа решила не искать нового гитариста, и осталась как трио. В этом же году был записан и выпущен альбом «Songs From The Recently Deceased». Его записывали дольше, чем два предыдущих: 3 или 4 месяца.
В 2000 группа подписала контракт со звукозаписывающей студией «People Like You Records», после был переиздан альбом «Night Of The Living Drag Queens». Также в течение этого года Ikky занял место клавишника на концертах, которые не работали хорошо с Sicko Zero.
В 2001 Scabs вернулся в группу, чтобы заменить Sicko Zero на барабанах. Стиль музыки стал больше походить на хард-рок. Песни для альбома «Viva Las Violence» были написаны в течение 2-3 недель, и был выпущен через 4 дня после окончания записи. И перед самым выпуском альбома Seaweed решил покинуть группу. После многих отыгранных концертов лучшие песни вышли на альбоме с названием «6 Years, 6 Feet Under The Influence», после которого группа сыграла их последний концерт в начале 2002 в Атланте.

### Последние годы группы (2004—2005)
В 2005 в группу FDQ вернулся Abby Normal и Sicko, они отыграли два секретных шоу в «The Somewhere Else Tavern» и «The Milestone». В 2006 году FDQ выпустили «Little Box Of Horrors» (Маленькая коробка ужасов) — коробочное издание, которое включило в себя 4 оригинальных альбома, 1 диск с раритетными песнями, и DVD с концертом группы, который был отснят в 1998 году.
Wednesday 13 также предложил кругосветный тур группы путешествие и, возможно, новый альбом, но в настоящее время про это ничего не слышно.

## Интересные факты
- В песне The Ghost Of Vincent Price, записанной новой группой Джозефа Wednesday 13, есть такая строчка — «It’s such a late, late, late show» (название первого альбома Frankenstein Drag Queens from Planet 13), являющейся, по сути, воспоминанием Джозефа о группе.[2]

## Дискография

### Студийные альбомы
- «The Late, Late, Late Show» — (1996)
- «Night of the Living Drag Queens» — (1998)
- «Songs from the Recently Deceased» — (2000)
- «Viva Las Violence» — (2001)

### EP
- «Frankenstein Drag Queens From Planet 13» — (1997)

### Синглы
- «197666 / Hey Mom, I Just Killed a Chicken» — (2000)
- «Dawn of the Dead / Anti-You» — (2000)
- «Hello Hooray / Kill Miss America»
- «Graverobbing U.S.A. / Rock n' Roll»
- «Chop Off My Hand / Hey Mom, I Just Killed a Chicken»
- «Love At First Fright / I Wanna Be Your Dog»

### Сборники
- «6 Years, 6 Feet Under the Influence» — (2004)
- «Little Box of Horrors» — (2006)